# Педерсен, Мадс (футболист)
Мадс Гирсинг Валентин Педерсен (дат. Mads "Mini" Giersing Valentin Pedersen; родился 1 сентября 1996 года, Дания) — датский футболист, защитник немецкого клуба «Аугсбург».

## Клубная карьера
Педерсен — воспитанник клуба «Норшелланн». 27 сентября 2015 года в матче против «Орхуса» он дебютировал в датской Суперлиге. 3 декабря 2017 года в поединке против «Копенгагена» Мадс забил свой первый гол за «Норшелланн». Летом 2019 года Педерсен перешёл в немецкий «Аугсбург», подписав контракт на 5 лет.

## Международная карьера
В 2017 году в составе молодёжной сборной Дании Педерсен принял участие в молодёжном чемпионате Европы в Польше. На турнире он сыграл в матчах против команд Германии и Чехии.
В 2019 году в составе молодёжной сборной Дании Педерсен принял участие в молодёжном чемпионате Европы в Италии. На турнире он сыграл в матче против команды Германии.